# Aleksandrs Vanags
Aleksandrs Vanags est un footballeur letton né le 21 février 1919 à Riga et mort le 24 décembre 1986. Il a été international letton de football mais aussi de basket-ball.

## Carrière
- 1946-1947 : RC Strasbourg ( France)
- 1947-1949 : FC Nancy ( France)
- 1949-1954 : RC Strasbourg ( France)

## Palmarès
Football
- Vainqueur de la Coupe de France en 1951 (RC Strasbourg)
- Finaliste de la Coupe de France en 1947 (RC Strasbourg)

Basket-ball
- Finaliste du championnat d'Europe 1939